# Head Phones President
Head Phones President é uma banda japonesa de nu metal formada em 1999 pela vocalista Anza Oyama.

## História
Depois que a vocalista Anza Oyama deixou as musicais de Sailor Moon em 1998, ela tentou uma carreira solo por quase dois anos, recebendo a ajuda do guitarrista Hiro e de seu irmão Mar. Nesse tempo, perguntaram a ela se desejava estar em um tipo diferente de banda e, eventualmente, ela aceitou. Juntos eles formaram a banda Deep Blue. 
Encontraram o baixista Kawady e o baterista Okaji, para então lançar seu primeiro single, "Escapism", em 2000, depois de mudar o nome da banda para Head Phones President. Antes do segundo single, "Crap Head", o baixista Kawady decidiu sair e foi substituído por Narumi. Tocando em locais pequenos por todo o Japão, começaram a ganhar mais popularidade. Em 2002, Head Phones President faz sua primeira turnê internacional, incluindo uma parada em Nova York.
O primeiro álbum de Head Phones President, "Vary", foi lançado no final de 2003, depois que a banda retornou aos Estados Unidos para uma curta turnê e começou a lançar CDs naquele país.
Em 2005, Okaji deixou a banda, desejando fazer sua própria música. Eles recrutaram um baterista suporte, Batch, que foi oficializado como membro em 2009. Eles continuaram a fazer shows pelo Japão, com ocasionais pausas, permitindo a Anza trabalhar em sua carreira solo.
No final de 2006, houve o lançamento de seu primeiro DVD ao vivo, "Toy Box", em agosto. A banda ainda quis fazer uma turnê pela Europa, e em fevereiro de 2007, eles foram à Suécia para duas apresentações.
Em novembro, eles se apresentaram durante a convenção Pacific Media Expo em Los Angeles, Califórnia. O último álbum, "Folie a Deux ", foi lançado em 12 de dezembro de 2007.
Em julho de 2008, eles tocaram no Formoz Music Festival, em Taipei, Taiwan, e devido à popularidade crescente, eles voltaram para o país novamente em julho de 2009, para tocar em Taipei.
Em 7 de outubro, foi lançado o miniálbum "Prodigium" sob o selo Spiritual Beast, sendo masterizado pelo West West Side Music por Alan Douches.
Eles tocaram em vários festivais, incluindo Loud Park Festival 08, Taste of Chaos, Independence-D 07 e contando com uma aparição no Ásia Metalfestival, dividindo o palco com nomes como Slipknot, Avenged Sevenfold, Story of the Year, In This Moment  e as estrelas do Visual Kei MUCC, só para citar alguns. Eles também têm tocado nos Estados Unidos, Suécia, Austrália e os países vizinhos da Ásia, além de terem sido convidados para tocar na América do Sul em Abril/Maio de 2010, o que contou com uma passagem pelo Brasil, com apresentações nas cidades de São Paulo, Rio de Janeiro e Fortaleza.
Eles tocaram juntos com a banda brasileira Imperyum no Morumbi em dezembro de 2011. Voltam ao país em 2025 para se apresentar em três cidades: São Paulo, Rio de Janeiro e Fortaleza, este no evento SANA.

## Integrantes

### Membros
- Anza Oyama – vocal (1999–presente)
- Hiroaki "Hiro" Saito – guitarra (1999–presente)
- Ryuichiro Narumi – baixo (2002–presente)
- Batch – bateria (2009–presente, membro suporte 2005–2009)

### Ex-membros
- Kawady – baixo (2000)
- Take – baixo (2002)
- Okaji – bateria (2000-2004)
- Mar – guitarra (1999-2010)

## Discografia
Álbuns
- 2003: "VARY"
- 2007: "folie a deux"
- 2010: "Pobl Lliw"
- 2012: "Stand In The World"

EP
- 2002: "id"
- 2007: "vacancy"
- 2009: "PRODIGIUM"

Singles
- 2000: "escapism"
- 2001: "Crap Head"
- 2004: "de ja dub"
- 2005: "WhitErRor"
- 2012: "PURGE THE WORLD"

DVD
- 2004: "de ja dub"
- 2006: "Toy's Box"
- 2008: "PARALYSED BOX"
- 2011: "DELIRIUM"